# Orlando di Lasso
Orlando di Lasso (tudi: Orlande de Lassus, Orlandus Lassus, Roland de Lassus, Roland Delattre), frankoflamski skladatelj, * 1532 (oziroma ok. 1530), Mons, Flandrija, † 14. junij 1594, München.
Lasso je bil pomemben skladatelj renesančne dobe. Danes ga s Palestrino prištevamo med glavne predstavnike polifonega sloga nizozemske šole. Bil je najvplivnejši evropski glasbenik ob koncu 16. stoletja. Ker je imel nenavadno lep glas, so ga kot dečka ugrabili, da bi prepeval po evropskih dvornih kapelah. Starši so ga morali kar dvakrat iskati, ob tretji ugrabitvi pa so pristali, da ostane na dvoru sicilskega kralja. Mnogo je potoval in nenehno glasbeno ustvarjal. Slaven je postal s svojimi moteti (okrog 1200) in madrigali, sicer pa je  bil tudi avtor številnih maš, pasijonov, hvalnic in litanij. 
V času svojega življenja je pod imenom Patrocinium musices izdal 5 zvezkov svojih skladb (med letoma 1573 in 1576). Po smrti so njegovi sinovi zbrali njegova dela v notno izdajo z naslovom Magnus opus musicum.

## Življenje
Njegovi sinovi so bili Rudolf in Ferdinando di Lasso. Njegovi ženi je bilo ime Regina. Orlando di Lasso se je rodil v Monsu v okrožju Hainaut, Habsburg v Nizozemskih deželah (sodobna Belgija). Podatki o njegovih zgodnjih letih so maloštevilni, čeprav je preživelo nekaj nepotrjenih zgodb, med katerimi je najbolj znana, da so ga ugrabili trikrat zaradi edinstvene lepote njegovega pevskega glasu. Pri dvanajstih letih je zapustil Nizozemske dežele s Ferrantejem Gonzago in odšel v Mantovo, na Sicilijo in pozneje v Milano (od 1547 do 1549). Medtem ko je bil v Milanu, je spoznal madrigalista Spirito l'Hoste da Reggio, kar je tvorno vplivalo na njegov zgodnji glasbeni slog.
Nato je kot pevec in skladatelj delal za Costantino Castrioto v Neaplju v zgodnjih petdesetih letih 16. stoletja, za njegova prva dela pa domnevajo, da so iz tega časa. Nato se je preselil v Rim, kjer je delal za Cosima I. Medičejskega, velikega vojvodo Toskane, ki je tam vzdrževal gospodinjstvo, leta 1553 pa je postal maestro di cappella bazilike sv. Janeza v Lateranu, ekumenske matere cerkve v Rimu - izjemno prestižno delovno mesto za fanta, starega samo enaindvajset let. Vendar je tam ostal le eno leto; (Palestrina bi to mesto prevzel leto kasneje, leta 1555).
Za njegovo nastanitev leta 1554 ni trdnih dokazov, vendar obstajajo sodobne trditve, da je potoval po Franciji in Angliji. Leta 1555 se je vrnil v Nizozemske dežele in objavil svoja zgodnja dela v Antwerpnu (1555–1556). Leta 1556 se je pridružil dvoru Albrehta V. Bavarskega, ki je zavestno poskušal ustvariti glasbeni obrat na enak način z glavnimi sodišči v Italiji. Lasso je bil eden izmed številnih Nizozemcev, ki je delal tam, in daleč najbolj znan. V Münchnu je bil očitno vesel in se je tam ustalil. Leta 1558 se je poročil z Regino Wäckinger, hčerko služkinje vojvodinje. Imela sta dva sinova, oba sta postala skladatelja, njegova hči pa se je poročila s slikarjem Hansom von Aachenom. Do leta 1563 je bil Lasso imenovan za maestro di cappella, ki je na mestu nasledil Ludwiga Daserja. Lasso je do konca življenja ostal v službi Albrehta V. in njegovega dediča Viljema V.
Lasso je do leta 1560 postal precej znan in skladatelji so se začeli odpravljati v München na študij pri njem. Andrea Gabrieli je odšel tja leta 1562 in morda ostal v kapeli eno leto. Giovanni Gabrieli se je v 1570-ih pri njem morda tudi šolal. Njegov sloves se je razširil zunaj strogo glasbenih krogov, saj mu je leta 1570 cesar Maksimilijan II. podelil plemiški naziv, kar je za skladatelja redka okoliščina. Papež Gregor XIII. ga je leta 1571 povzdignil v viteza, spet leta 1573 pa ga je francoski kralj Karel IX. povabil k sebi. Nekateri od teh kraljev in aristokratov so ga poskušali pregnati iz Münchna z privlačnejšimi ponudbami, vendar je Lassa očitno bolj zanimala stabilnost njegovega položaja in čudovite priložnosti za izvedbo Albrechtovega dvora kot pa finančna korist. »Nočem zapustiti svoje hiše, svojega vrta in drugih dobrih stvari v Münchnu«, je ob prejemu ponudbe za položaj v Dresdnu leta 1580 napisal saški vojvodski volilni zbor.
V poznih 1570-ih in 1580-ih je Lasso večkrat obiskal Italijo, kjer je naletel na najsodobnejše sloge in trende. V Ferrari, središču avantgardne dejavnosti, je nedvomno slišal madrigale, ki so bili sestavljeni za dvor d'Este. Vendar je njegov lasten slog ostal konservativen in je s staranjem postajal preprostejši in bolj rafiniran. V 1590-ih mu je zdravje začelo pešati in odšel je k zdravniku Thomasu Mermannu na zdravljenje, imenovano melanholia hypocondriaca, vendar je še vedno lahko komponiral in občasno potoval. Njegovo končno delo je pogosto veljalo za enega njegovih najboljših del: izjemen sklop enaindvajsetih madrigalskih spiritualij, znanih kot Lagrime di San Pietro (Solze svetega Petra), ki jih je posvetil papežu Klemnu VIII. in ki je bil objavljen posmrtno leta 1595. Lasso je umrl v Münchnu 14. junija 1594, isti dan, ko se ga je njegov delodajalec zaradi ekonomskih razlogov odločil odpustiti. Nikoli ni videl pisma z odpustkom. Pokopan je bil v Münchnu na pokopališču Alter Franziskaner Friedhof, ki je bilo leta 1789 očiščeno nagrobnih spomenikov in je zdaj trg Max-Joseph-Platz.

## Glasbeniopus
Skupno je Lasso skomponiral okrog 2000 del.

### Posvetna dela
- Villanelle (Villaneske)
- Madrigali
- 140 šansonov v francoščini
- več kot 90 nemških pesmi

### Sakralna dela
- Moteti
- 70 maš (več je tudi »parodijskih maš«)
- 100 magnifikatov
- 4 pasijoni
- Litanije
- psalmi
- Lagrime di San Pietro (Solze Sv. Petra, 1594)
- Prophetiae Sibyllarum
- Psalmi Poenitentialis